# Dehram (ort i Lorestan)
Dehram (persiska: دِه رَحيم, ده رحم, Deh-e Raḩm, دهرم) är en ort i Iran.   Den ligger i provinsen Lorestan, i den västra delen av landet, 400 km sydväst om huvudstaden Teheran. Dehram ligger 1 585 meter över havet och antalet invånare är 475.
Terrängen runt Dehram är varierad.Runt Dehram är det ganska tätbefolkat, med 72 invånare per kvadratkilometer. Närmaste större samhälle är Aleshtar, 4,9 km öster om Dehram. Trakten runt Dehram består till största delen av jordbruksmark.